# Eremostachys
Eremostachys es un género de plantas con flores perteneciente a la familia Lamiaceae. Es originario del este de Europa y de las regiones templadas de Asia. Comprende 138 especies descritas y de estas, solo 97 aceptadas.

## Descripción
Son hierbas perennes resistentes generalmente con pelos. Las raíces con tubérculos o no. Hojas simples y crenadas-laciniadas a bipinnatisectas. La inflorescencia es llamativa; flores en verticilastros, rara vez en cimas. Las brácteas ovadas-lanceoladas . Cáliz tubular-acampanado para infundibuliforme tubular; dientes cortos, iguales, ovalados o triangulares, truncados, con alas o auriculadas siempre terminando en espinas duras cortas. Corola de color amarillo, blanco o rosado, bilabiada; falcadas labio superior, densamente barbado en los márgenes interiores; labio inferior 3-lobulado. Los frutos son núculas truncadas, apical siempre con barba.

## Taxonomía
El género fue descrito por Alexander von Bunge y publicado en Flora Altaica 2: 414. 1830. La especie tipo no ha sido designada.

## Especies aceptadas
A continuación se brinda un listado de las especies del género Eremostachys aceptadas hasta septiembre de 2014, ordenadas alfabéticamente. Para cada una se indica el nombre binomial seguido del autor, abreviado según las convenciones y usos.	 
| - Eremostachys acanthocalyx - Eremostachys acaulis - Eremostachys adenantha - Eremostachys adpressa - Eremostachys affinis - Eremostachys alberti - Eremostachys ambigua - Eremostachys ammophila - Eremostachys andersii - Eremostachys angreni - Eremostachys anisochila - Eremostachys aralensis - Eremostachys arctiifolia - Eremostachys ariana - Eremostachys azerbaijanica - Eremostachys baburii - Eremostachys bachardenica - Eremostachys badakshanica - Eremostachys baissunensis - Eremostachys bamianica - Eremostachys beckeri - Eremostachys boissieriana - Eremostachys botschantzevii - Eremostachys bungei - Eremostachys cabulica - Eremostachys calophyta - Eremostachys canescens - Eremostachys cephalariifolia - Eremostachys cilicica - Eremostachys codonocalyx - Eremostachys cordifolia - Eremostachys czuiliensis - Eremostachys desertorum - Eremostachys dielsii - Eremostachys discolor - Eremostachys diversifolia - Eremostachys dshungarica - Eremostachys dzhambulensis - Eremostachys ebracteolata - Eremostachys edelbergii - Eremostachys eriocalyx - Eremostachys eriolarynx - Eremostachys fetisowi - Eremostachys freitagii - Eremostachys fulgens - Eremostachys ghorana - Eremostachys glabra - Eremostachys glanduligera - Eremostachys gymnocalyx - Eremostachys gymnoclada - Eremostachys gypsacea - Eremostachys hajastanica - Eremostachys hissarica - Eremostachys hyoscyamoides - Eremostachys iberica - Eremostachys iliensis - Eremostachys impressa - Eremostachys integior - Eremostachys isochila - Eremostachys ispahanica - Eremostachys jakkahaghi - Eremostachys kaufmanniana - Eremostachys korovinii - Eremostachys krauseana | - Eremostachys labiosa - Eremostachys labiosiformis - Eremostachys labiosissima - Eremostachys laciniata - Eremostachys lanata - Eremostachys laevigata - Eremostachys lehmanniana - Eremostachys leiocalyx - Eremostachys lindbergii - Eremostachys loasaefolia - Eremostachys macrochila - Eremostachys macrophylla - Eremostachys mogianica - Eremostachys molucelloides - Eremostachys napuligera - Eremostachys nerimani - Eremostachys nuda - Eremostachys olgae - Eremostachys paniculata - Eremostachys paropamisica - Eremostachys pauciflora - Eremostachys pectinata - Eremostachys persimilis - Eremostachys phlomoides - Eremostachys pinnatifida - Eremostachys podlechii - Eremostachys popovii - Eremostachys pulchra - Eremostachys pulvinaris - Eremostachys pyramidalis - Eremostachys rastagalensis - Eremostachys regeliana - Eremostachys rotala - Eremostachys salangensis - Eremostachys sanglechensis - Eremostachys sanguinea - Eremostachys sarawschanica - Eremostachys schugnanica - Eremostachys septentrionalis - Eremostachys sewerzovii - Eremostachys sharifii - Eremostachys sogdiana - Eremostachys speciosa - Eremostachys spectabilis - Eremostachys stenocalycina - Eremostachys stocksii - Eremostachys subspicata - Eremostachys superba - Eremostachys tadshikistanica - Eremostachys taschkentica - Eremostachys thyrsiflora - Eremostachys tianschanica - Eremostachys tournefortii - Eremostachys transiliensis - Eremostachys transjordanica - Eremostachys transoxana - Eremostachys transjordanica - Eremostachys transoxana - Eremostachys trautvetteriana - Eremostachys tuberosa - Eremostachys uniflora - Eremostachys vacillans - Eremostachys vicaryi - Eremostachys vulnerans - Eremostachys zenaidae |